# لورينزو بينيا
لورينزو بينيا (بالإسبانية: Lorenzo Peña)‏ هو فيلسوف إسباني، ولد في 29 أغسطس 1944 في أليكانتي في إسبانيا.